# Resolution 497 des UN-Sicherheitsrates
Die Resolution 497 des UN-Sicherheitsrates (vom 17. Dezember 1981) verlangte von Israel, seine Annexion der Golanhöhen rückgängig zu machen.
Die wichtigste Aussage der Resolution ist die Feststellung, dass „die israelische Entscheidung, seine Gesetze, sein Gerichtswesen und seine Verwaltung in den besetzten syrischen Golanhöhen einzusetzen null und nichtig ist und ohne internationale rechtliche Wirkung“ (Sektion 1).
Die Resolution unterstreicht auch, dass die Vierte Genfer Konvention über den Schutz von Zivilpersonen in Kriegszeiten im Gebiet des von Israel seit Juni 1967 besetzten syrischen Territoriums weiterhin gültig ist.